# Arthur Evans
Sir Arthur John Evans, britanski arheolog, * 8. julij 1851,  Nash Mills, grofija Hertfordshire, Anglija, † 11. julij 1941, Boars Hill, grofija Oxfordshire, Anglija.
Evans je šolo obiskoval v Harrowu, kolidž v Brasenosu, Oxford in univerzo v Gottingenu, zaslovel pa je po odkritju palače v Knososu na Kreti.